# Günther zu Stolberg-Stolberg
Günther Ernst Leopold Franz Ignatius Hubertus Maria Graf zu Stolberg-Stolberg (* 7. Februar 1845 in Breslau; † 6. November 1926 in Paskov, Tschechoslowakei) war ein schlesischer Offizier und Politiker.

## Herkunft
Günther war ein Enkel des  Dichters Graf Friedrich Leopold zu Stolberg-Stolberg. Er war der jüngste Sohn des Grafen Bernhard zu Stolberg-Stolberg (* 30. April 1803; † 24. Januar 1859) und Amalie Charlotte Agnes Gräfin von Seherr-Thoß (* 8. Juli 1809; † 1. August 1878), die Tochter von Graf Ernst Heinrich Leopold von Seherr-Thoß (1786–1856). Er hatte sechs Geschwister. Sein Bruder war Graf Adalbert zu Stolberg-Stolberg (1840–1885) und Friedrich zu Stolberg-Stolberg (1836–1904), sein Onkel Cajus zu Stolberg-Stolberg, sein Vetter Alfred zu Stolberg-Stolberg.

## Leben
Nach den Studien widmete er sich dem Militärdienste und diente vom Jahre 1864 angefangen als Leutnant beim Ulanen-Regiment Fürst Karl Liechtenstein Nr. 9. Während des Krieges von 1866 diente er als junger Offizier. Zum Oberleutnant avanciert, wurde Graf Günther den Hofdienste Sr. K. u K. Hoheit des Herrn Erzherzogs Albrecht (1817–1895) zugeteilt. In den Jahren 1872 bis 1877 leitete er die Studien Ihrer k. u k. Hoheiten der Herren Erzherzoge Karl Stephan (1860–1933) und Eugen (1863–1954), nachdem er im Jahre 1870 Rittmeister 1. Klasse beim Ulanen-Regiment Fürst Schwarzenberg Nr. 2 geworden war.
Sein Sitz war das Schloss Paskov, das er 1880 von seinem Schwiegervater Morice Saint-Genoise kaufte und an der Wende vom 19. zum 20. Jahrhundert baulich umbauen ließ. Ab 1913 führte er den Titel eines Geheimrats.

## Familie
Günther heiratete am 9. Oktober 1879 Gräfin Clara Hedwig von Schaffgotsch (* 20. November 1860; † 16. August 1930), die Tochter von Graf Hans Ulrich von Schaffgotsch (1831–1915) und Gräfin Johanna Gryczik (1842–1910).  Das Paar hatte vier Kinder:
- Hubert Maria Johannes Bernhard Joseph Adalbert Cyrill Mathias Franz (* 24. Februar 1881; † 11. April 1963),
- Friedrich Leopold Joseph Johannes Hubertus Maria (* 27. August 1883; † 19. Mai 1975),
- Otto Joseph Maria Aloysius Hubertus Günther Thomas (* 19. Dezember 1888; † 16. Juni 1945),
- Maria Anunciata Huberta Hedwig Theresia Elisabeth Clara Dorothea Agnes (* 2. September 1896; † 13. August 1973).

## Weblink
- Stolberg